# Lara Favaretto
Lara Favaretto (* 1973 in Treviso) ist eine italienische Plastikerin und Installationskünstlerin. Favaretto studierte an der Accademia di Belle Arti di Brera in Mailand und der Kingston University in London.

„Indem die Künstlerin eine große Spannbreite von Referenzen zu Gesellschaft, Philosophie, erzählender Literatur und Folklore wiederbelebt und umdeutet, verwandelt sie sie in ästhetische Alternativen und Formen des Widerstands. Als eine Art fantastisch-utopischer Werkzeuge verleihen ihre Arbeiten unerfüllt gebliebenen seelischen Zuständen konkrete Gestalt.“

## Ausstellungen (Auswahl)
- 2005 Always a little further, 51. Biennale di Venezia, Venedig
- 2008 Forms that Turn, 16. Biennale of Sydney, Sydney
- 2009 53. Biennale di Venezia, Venedig
- 2012 Lara Favaretto: Just Knocked Out, MoMA PS1, New York
- 2012 dOCUMENTA (13), Kassel[3]
- 2013 Carnegie International, Pittsburg
- 2014 Unendlicher Spass, Schirn Kunsthalle Frankfurt, Frankfurt am Main
- 2014 Manifesta 10, Eremitage, St. Petersburg
- 2017 Colori, Castello di Rivoli Museo d’Arte Contemporanea, Turin
- 2017 5. Skulptur.Projekte, Münster
- 2018/19 Need Or No Need, Kunsthalle Mainz
- 2019 Biennale Venedig[4]
- 2019 Blind Spot, The Bass, Miami Beach USA[5]